# メドニャーンスキ・ラースロー
メドニャーンスキ・ラースロー（Mednyánszky László、オーストリアでの名: Ladislaus Josephus Balthasar Eustachius Mednyánszky、1852年4月23日 - 1919年4月17日はハンガリーの画家である。風景画を多く描いた。

## 略歴
当時ハンガリー王国の版図であった、現在のスロバキア、トレンチーン県のベコフ(Beckov)で生まれた。親は貴族で土地所有者であった。1861年にNagyőrにある祖父の城Strážky castleに移った。11歳の時、城を訪れた画家のトマス・エンデルから絵の訓練を受けた。ケジュマロクの学校で学んだ後、1872年から1873年の間はミュンヘン美術院で学び、その後パリ国立高等美術学校で1875年まで学んだ。学んでいたイジドール・ピルスが1875年に亡くなった後は美術学校を止め、モンマルトルで一人で修行した。
1877年に故郷に戻り、各地を旅して絵を描く生活を始めた。故郷のあるハンガリー王国の北部地域（英語でUpper Hungaryと呼ばれる地域）を始まりに、ブダペスト、ウィーン、パリなどを訪れた。1877年の秋には多くのハンガリーの芸術家が集まっていたソルノクの芸術家村にも滞在した。1878年からは長期にわたってイタリアも旅した。その後もパリとStrážky castleでに住み、絵を描き続けたが、展覧会には1897年に出展しただけであった。1905年から1911年の間はブダペストに住み、その後ウィーンに移った。
第一次世界大戦が始まると、ブダペストに戻り、戦争の情景を描く画家としてガリツィアやセルビアなど東部戦線で活動した後、前線で重傷を負った。1918年にStrážky castleで治療した後、ブダペスト、ウィーンで働き1919年にウィーンで没した。

## 作品

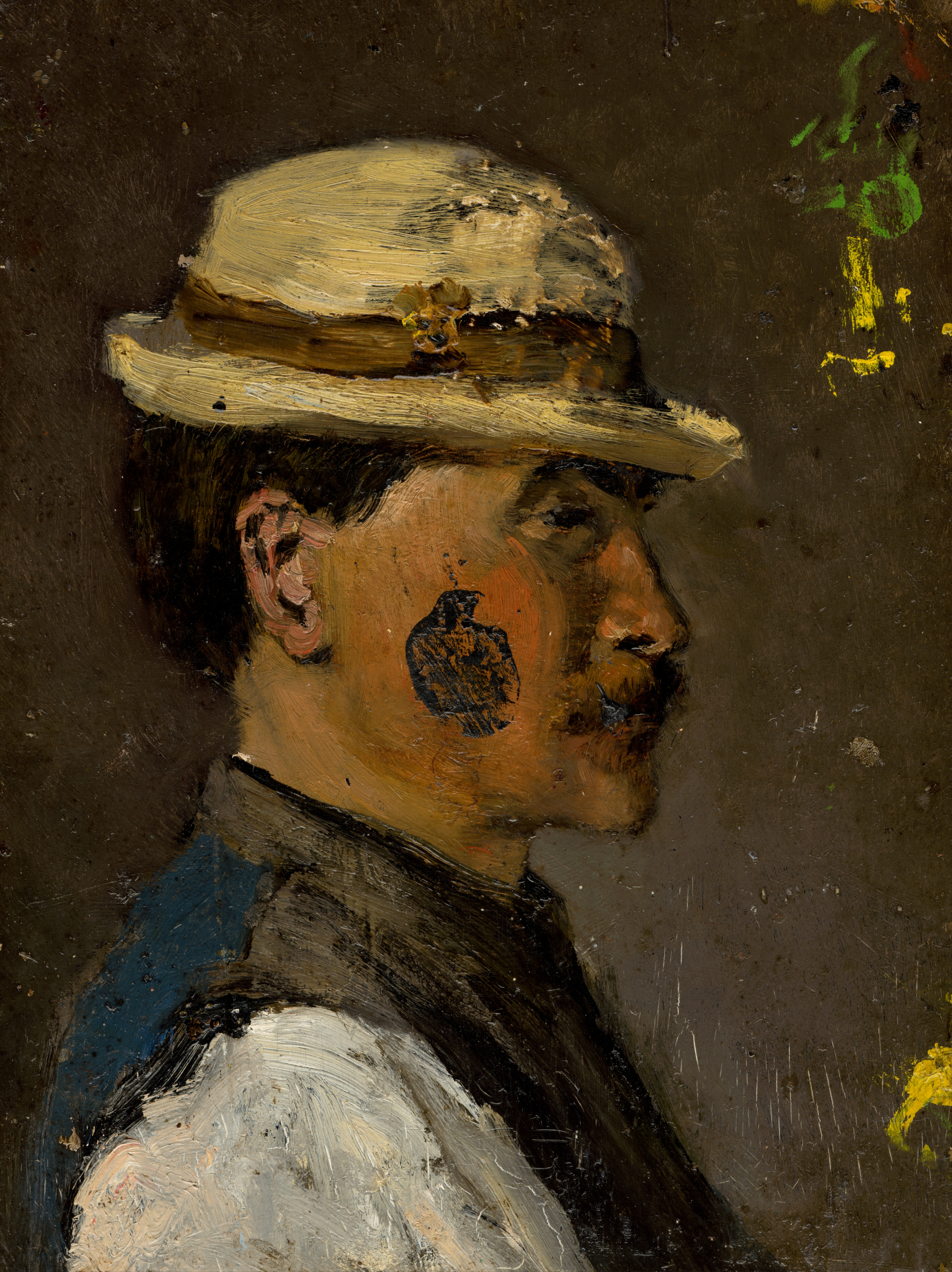
白い帽子をかぶった若い男 スロバキア国立美術館蔵
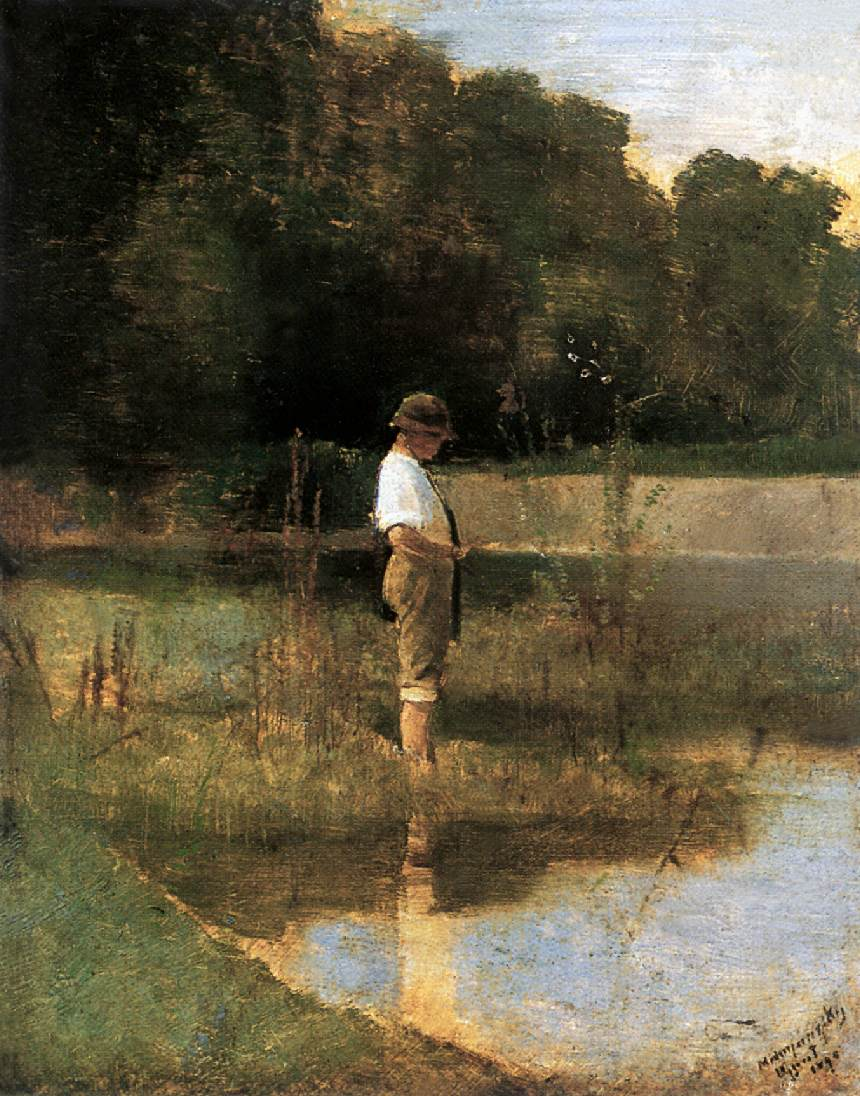
漁師(1890) ハンガリー国立美術館蔵
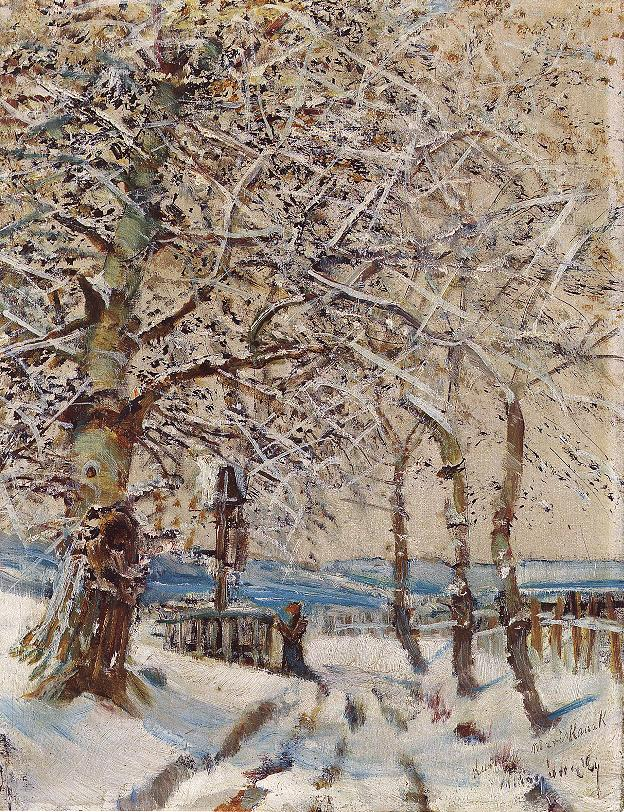
霜に覆われた木 (1892) ハンガリー国立美術館蔵
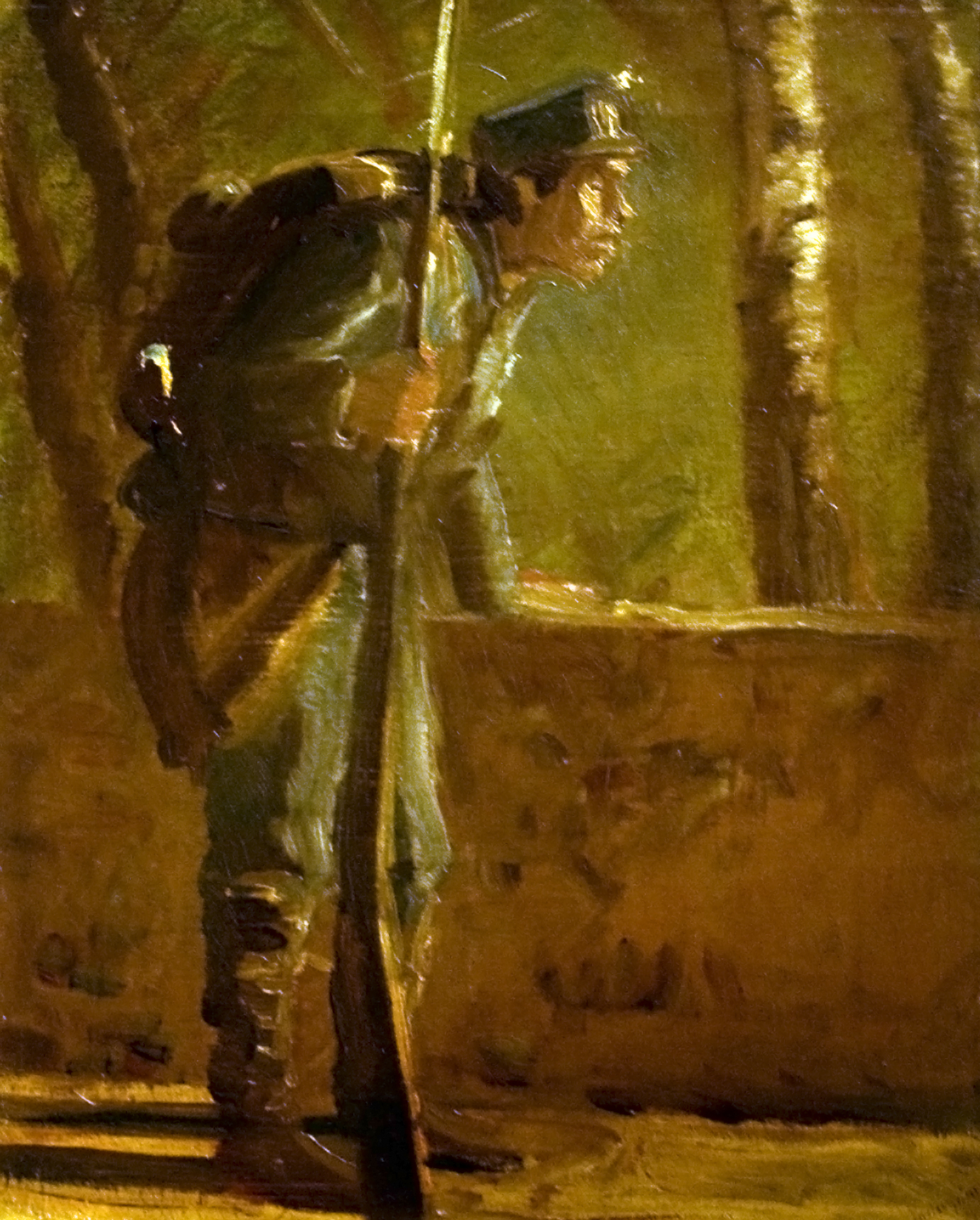
歩哨

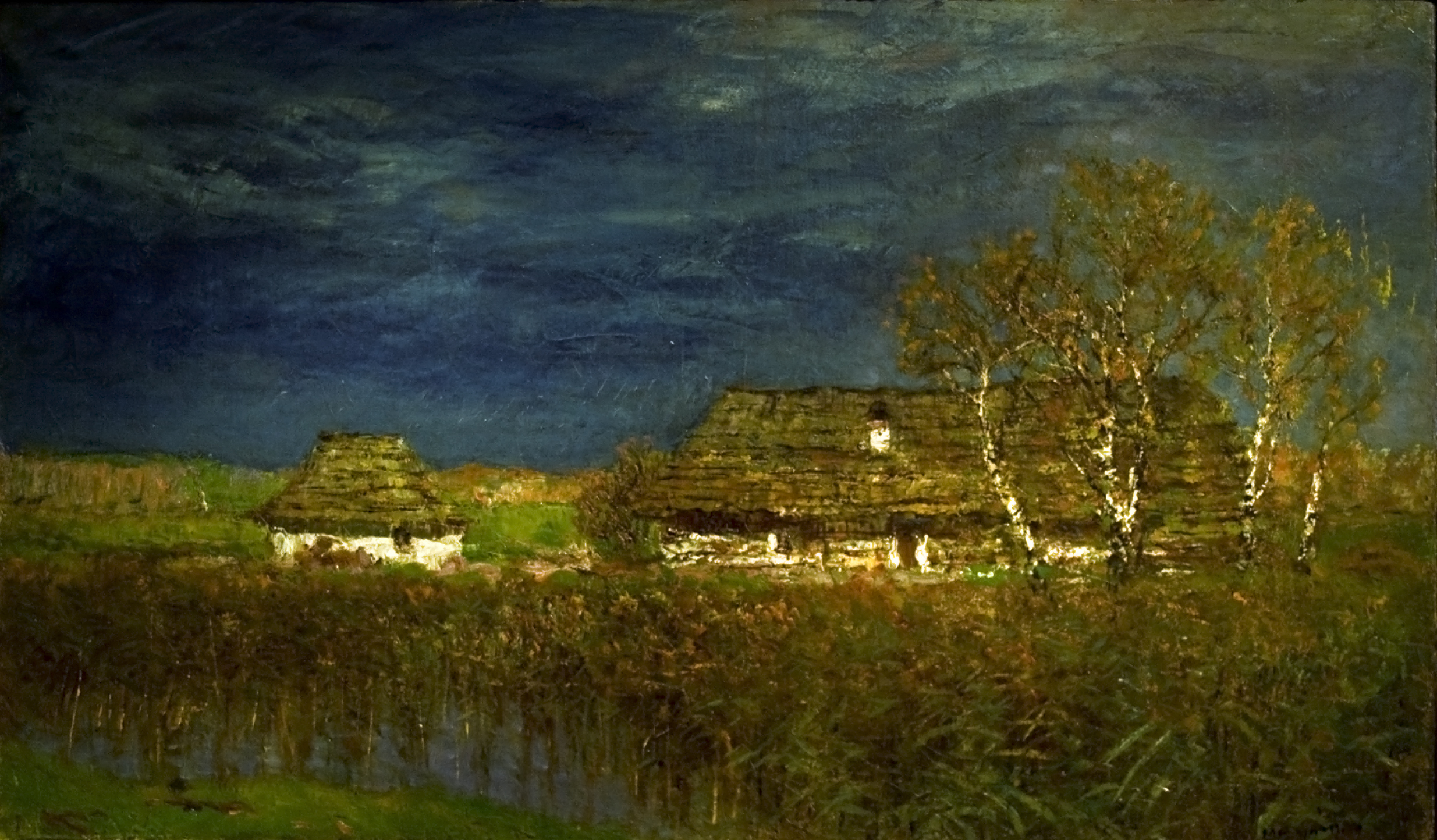
農場
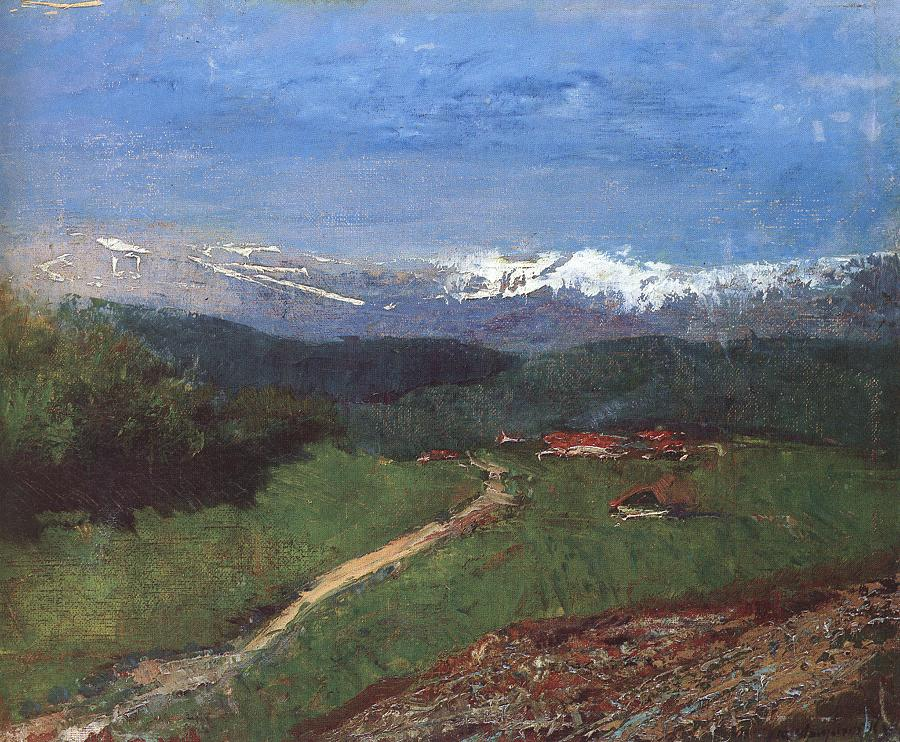
アルプスの風景(c.1900)
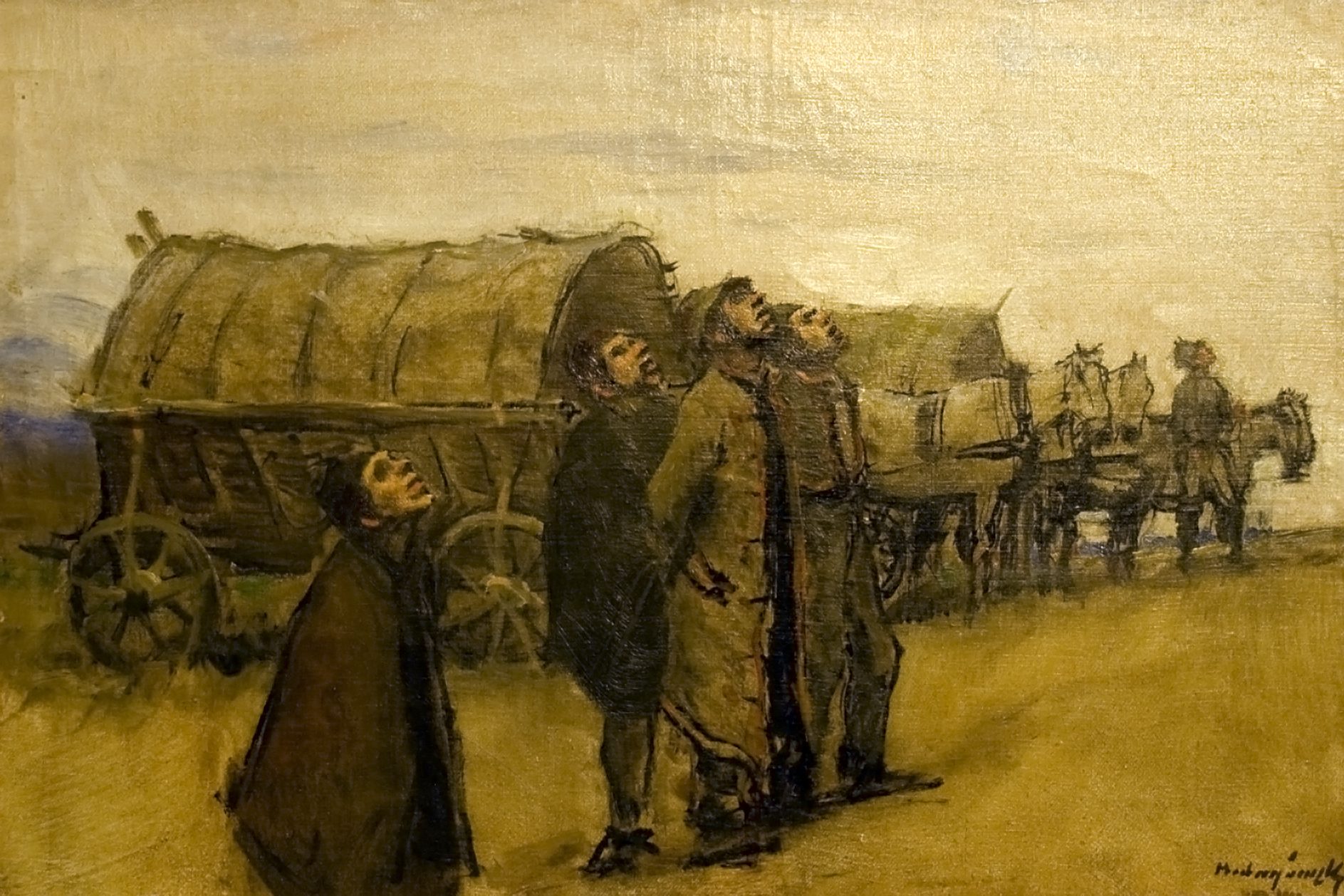
空襲